# Kirstjen Nielsen
Kirstjen Michele Nielsen (Colorado Springs, 14 de maio de 1972) é uma política e advogada americana, que foi secretário da Segurança Interna dos Estados Unidos. Ela é ex -chefe de gabinete adjunto da Casa Branca para o presidente Donald Trump e foi chefe de gabinete de John F. Kelly durante o seu mandato como secretário de Segurança Interna.
Nielsen foi confirmada, pelo Senado como secretária da segurança interna a 5 de dezembro de 2017. Após a sua nomeação, Nielsen implementou a polêmica política de separação familiar da administração de Trump. Ela renunciou em abril de 2019.

## Infância e Educação
Kirstjen Michele Nielsen nasceu no dia 14 de maio de 1972, em Colorado Springs, Colorado , filha de Phyllis Michele Nielsen e James McHenry Nielsen, ambos médicos do Exército dos Estados Unidos. O pai de Nielsen é de ascendência dinamarquesa, enquanto, que a sua mãe é descendente de alemães.  A mais velha de três filhos, Nielsen tem uma irmã, Ashley, e um irmão, Fletcher. Após o nascimento de Nielsen, a família mudou-se de Colorado Springs para Clearwater, Flórida.
Após concluir o ensino médio, Nielsen frequentou a Georgetown School of Foreign Service, graduando-se como bacharel em ciências. Ela então frequentou a Escola de Direito da Universidade da Virgínia, recebendo seu Juris Doctor em 1999. Ela também fez estudos de japonês na Universidade de Nanzan , em Nagoya, Japão.

## Cargos iniciais na administração Trump

Bandeira Oficial da Secretária da Segurança Interna dos Estados Unidos

Nielsen serviu como chefe de gabinete de John F. Kelly no Departamento de Segurança Interna dos Estados Unidos (DHS) depois de assumir essa posição em 20 de janeiro de 2017.  No início de setembro de 2017, pouco mais de um mês depois Kelly tornou-se chefe de gabinete da Casa Branca em 31 de julho de 2017. Nielsen mudou-se para a Casa Branca, tornando-se o principal vice-chefe de gabinete de Kelly.